# Ioan Bătrâna
Ioan Bătrâna (n. 13 februarie 1883, Hărman, Brașov – d. 17 aprilie 1940, Hărman, Brașov) a fost un deputat în Marea Adunare Națională de la Alba Iulia, organismul legislativ reprezentativ al „tuturor românilor din Transilvania, Banat și Țara Ungurească”, cel care a adoptat hotărârea privind Unirea Transilvaniei cu România, la 1 decembrie 1918.

## Date biografice
S-a ocupat cu agricultura și oieritul. A deținut funcția de consilier al parohiei ortodoxe române, din comuna Hărman, județul Brașov.

## Avtivitate politică
A fost delegat la Marea Adunare Națională de la Alba Iulia din 1 decembrie 1918.